# Maturéia
Maturéia là một đô thị thuộc bang Paraíba, Brasil. Đô thị này có diện tích 83,714 km², dân số năm 2007 là 5226 người, mật độ 62,4 người/km².